# Oleg Vladimirovich Chernyshov
Bản mẫu:Eastern Slavic name
Oleg Vladimirovich Chernyshov (tiếng Nga: Олег Владимирович Чернышов; sinh ngày 23 tháng 12 năm 1986) là một cầu thủ bóng đá người Nga. Anh thi đấu cho F.K. Tambov.